# Toronto Star
Toronto Star – gazeta codzienna w Toronto, mieście w Kanadzie w prowincji Ontario. Jest gazetą kanadyjską o największym nakładzie (ponad 400 tys. dziennie). Jest powszechnie dostępna w całej prowincji Ontario. 
Gazeta (początkowo znana jako Evening Star, a później Toronto Daily Star) została utworzona w 1892. Zarządzana przez Josepha Atkinsona od 1899, aż do jego śmierci w 1948.
W 1971 Torronto Daily Star zmieniło nazwę na Toronto Star i przeniosło się do jednej z wież przy One Yonge Street i Queens Quay, a wcześniejszy budynek został zniszczony.

## Znani pracownicy Toronto Star (byli i obecni)
- Ernest Hemingway
- Naomi Klein
- Pierre Berton